# Wohn- und Wirtschaftsgebäude Rittrumer Kirchweg 2/4
Das Wohn- und Wirtschaftsgebäude Rittrumer Kirchweg 2/4 (Heuerhaus Café) in Dötlingen (nördlich vom Kern) stammt aus dem 19. Jahrhundert.
Aktuell (2023) wird es als Café, Wohnhaus und Galerie genutzt.
Das Gebäude steht unter Denkmalschutz (siehe auch Liste der Baudenkmale in Dötlingen).

## Geschichte
Das eingeschossige giebelständige Gebäude von 1816 (Inschrift über dem Tor) als Zweiständer-Hallenhaus in Fachwerk mit sichtbaren Stein- und Putzausfachungen sowie mit reetgedecktem  Krüppelwalmdach mit Niedersachsengiebel und Uhlenloch war ein Doppelheuerhaus mit Dielentoren in beiden Giebeln. Es wurde zu einem Wohnhaus und Café umgebaut.
Heuerhäuser für Bedienstete gehörten zu einem Bauernhof. Den Heuerleuten oder Heuerlingen, oft später geborene Söhne, gehörte zumeist auch ein Stück Land als Pachtbesitz. Heuerhäuser waren häufig eine kleine Ausfertigung eines Bauernhauses mit Platz für eine Kuh, und einigen Schweinen.
Das Landesdenkmalamt befand: „…  geschichtliche Bedeutung … für die Volkskunde und für die Sozialgeschichte …“